# Bistum Port Blair
Das Bistum Port Blair (lateinisch: Dioecesis Portus Blairensis) ist eine in Indien gelegene römisch-katholische Diözese mit Sitz in Port Blair.

## Geschichte
Papst Johannes Paul II. gründete es mit der Apostolischen Konstitution Ex quo Christus am 22. Juni 1984 aus Gebietsabtretungen des Erzbistums Ranchi, dem es auch als Suffraganbistum unterstellt wurde.

## Territorium
Das Bistum Port Blair umfasst das gesamte Unionsterritorium der Andamanen und Nikobaren.

## Bischöfe von Port Blair
- Aleixo das Neves Dias SFX, 1984–2019
- Visuvasam Selvaraj, seit 2021